# 오스트로고시스크

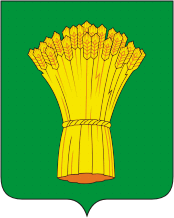
시 문장

오스트로고시스크(러시아어: Острогожск)는 러시아 보로네시주 중부에 위치한 도시로 인구는 33,842명(2010년 기준)이다. 보로네시(보로네시 주의 주도)에서 남쪽으로 142km 정도 떨어진 곳에 위치한다.
1652년에 신설되었으며 1765년에 시로 승격되었다.